# Amblyscarta grammaca
Amblyscarta grammaca är en insektsart som beskrevs av Young 1977. Amblyscarta grammaca ingår i släktet Amblyscarta och familjen dvärgstritar. Inga underarter finns listade i Catalogue of Life.